# Richterich
Richterich is een stadsdeel (Stadtbezirk) van de Duitse gemeente Aken in de deelstaat Noordrijn-Westfalen. Het ten noorden van het Akense stadscentrum gelegen stadsdeel telde in 2023 circa 8.700 inwoners.

## Ligging, natuur en landschap
Richterich grenst in het zuiden en westen aan het Akense stadsdeel Laurensberg, in het oosten aan de Duitse gemeente Herzogenrath (stadsdeel Kohlscheid) en in het westen en noorden aan de Nederlandse gemeenten Heerlen en Kerkrade. Tot het stadsdeel Richterich behoren, behalve de plaats Richterich zelf, het dorp Horbach en de buurtschappen Forsterheide, Huf en Uersfeld. Een andere nabijgelegen kern is Vetschau (in het stadsdeel Laurensberg).
De omgeving van Richterich is sterk verstedelijkt, met name naar het noorden en zuiden toe. Richterich is vrij hoog gelegen (gemiddeld 186 m NAP). Naar het zuidwesten neemt dit toe: de Vetschauer Berg is 236 meter hoog. In het oosten ligt het dal van de Worm.

## Geschiedenis
Richterich ligt in het Heydener Ländchen, dat van de middeleeuwen tot het einde van de 18e eeuw als heerlijkheid Heyden tot het hertogdom Gulik behoorde. Anders dan de meeste gebieden binnen de gemeente Aken behoorde Richterich tijdens het ancien régime dus niet tot het Rijk van Aken. De zetel van de heerlijkheid was het waterkasteel Haus Heyden in Horbach. Vanaf de Franse tijd vormde een deel van de heerlijkheid Heyden de zelfstandige gemeente Richterich, die in 1972 grotendeels opging in de gemeente Aken. De voorheen bij de gemeente Richterich behorende dorpen Bank en Wilsberg, die waren samengegroeid met het naburige Kohlscheid, werden bij de gemeente Herzogenrath gevoegd.
Van 1911 tot 1927 was de Grube Carl-Friedrich de meest zuidelijke steenkolenmijn in het zogenaamde Wurmrevier, waartoe ook de Nederlandse kolenmijnen behoorden, met uitzondering van de Staatsmijn Maurits. Het personeelsbestand bedroeg ongeveer 500 man. De mijn werd al na zestien jaar stilgelegd vanwege de ongunstige geologische omstandigheden en de slechte kwaliteit steenkool.

## Bezienswaardigheden
- Sint-Martinuskerk (Richterich), bakstenen classicistische zaalkerk uit 1791, met gedrongen vierkante toren uit de 15e eeuw. Restanten van het barokke hoofdaltaar zijn aanwezig. Het Maaß-orgel dateert van 1836.
- Sint-Henricuskerk (Horbach) uit 1632, oorspronkelijk een 15e-eeuwse kapel, met een bijzonder renaissanceportaal.
- Haus Heyden in Horbach, ruïne van een waterburcht uit 1303, verwoest tijdens de Dertigjarige Oorlog.
- Kasteel Schönau uit 1732, barokkasteel, oorspronkelijk een middeleeuwse burcht waarvan de geschiedenis teruggaat tot 1244.
- Haus Ober-Frohnrath, adellijk huis uit de 16e/17e eeuw, ten noorden van Horbach.
- Enkele historische woonhuizen in de oude kernen van Richterich en Horbach.
- Enkele historische boerderijen, zoals Gut Bau (1758), Gut Rosenberg (1784/1825), de Zehnthof, oorspronkelijk een tiendschuur (ca. 1800), en de twee, oorspronkelijk drie Uersfelder Höfe (Klein-, Mittel- en Groß-Uersfeld, waarvan de tweede niet meer bestaat).
- Obermühle (1241) en Untermühle (16e/17e eeuw), twee voormalige en sterk verbouwde watermolens aan de Amstelbach in Horbach.
- Vetschauer Mühle, molenromp in de buurtschap Vetschau.

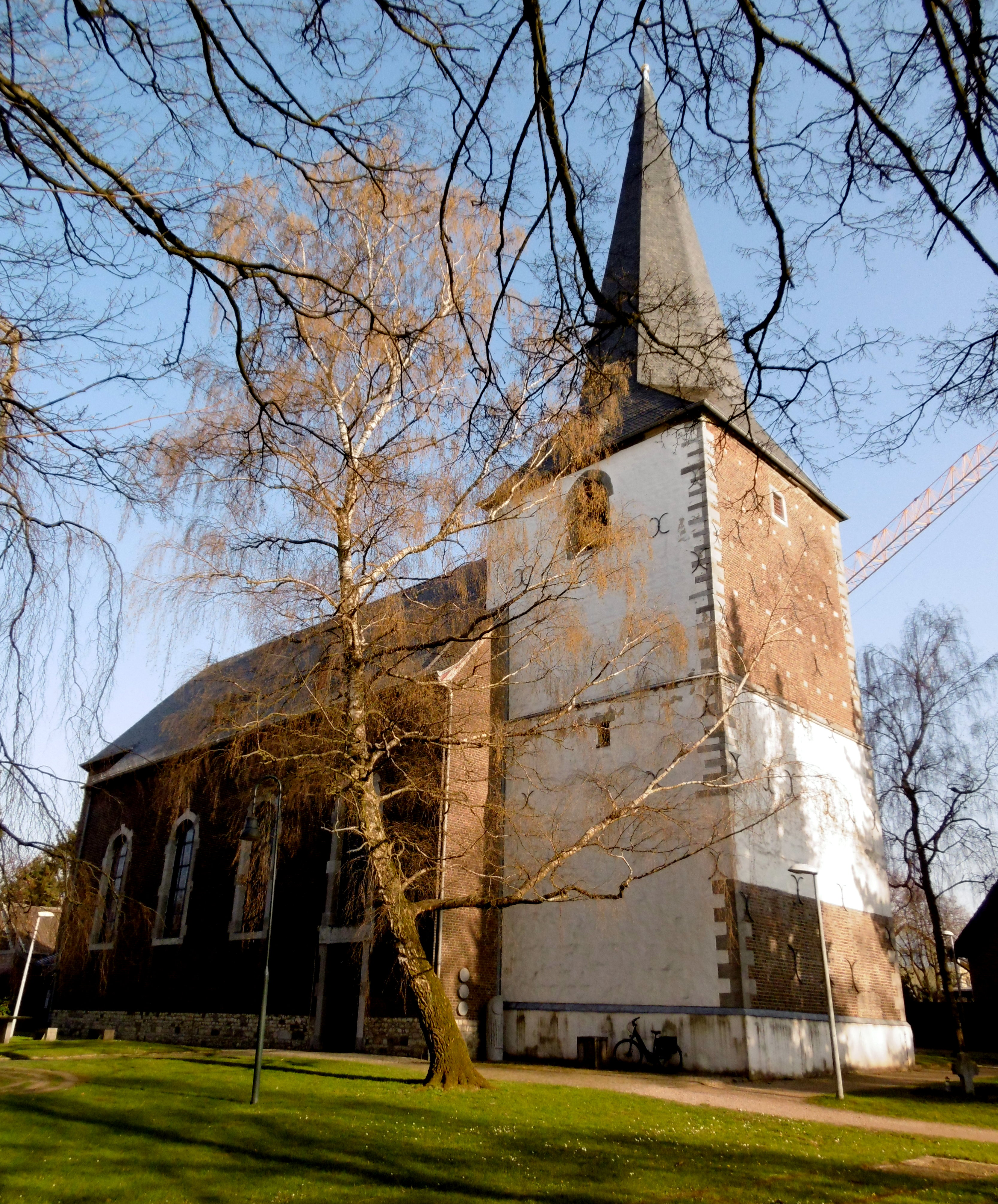
Sint-Martinuskerk
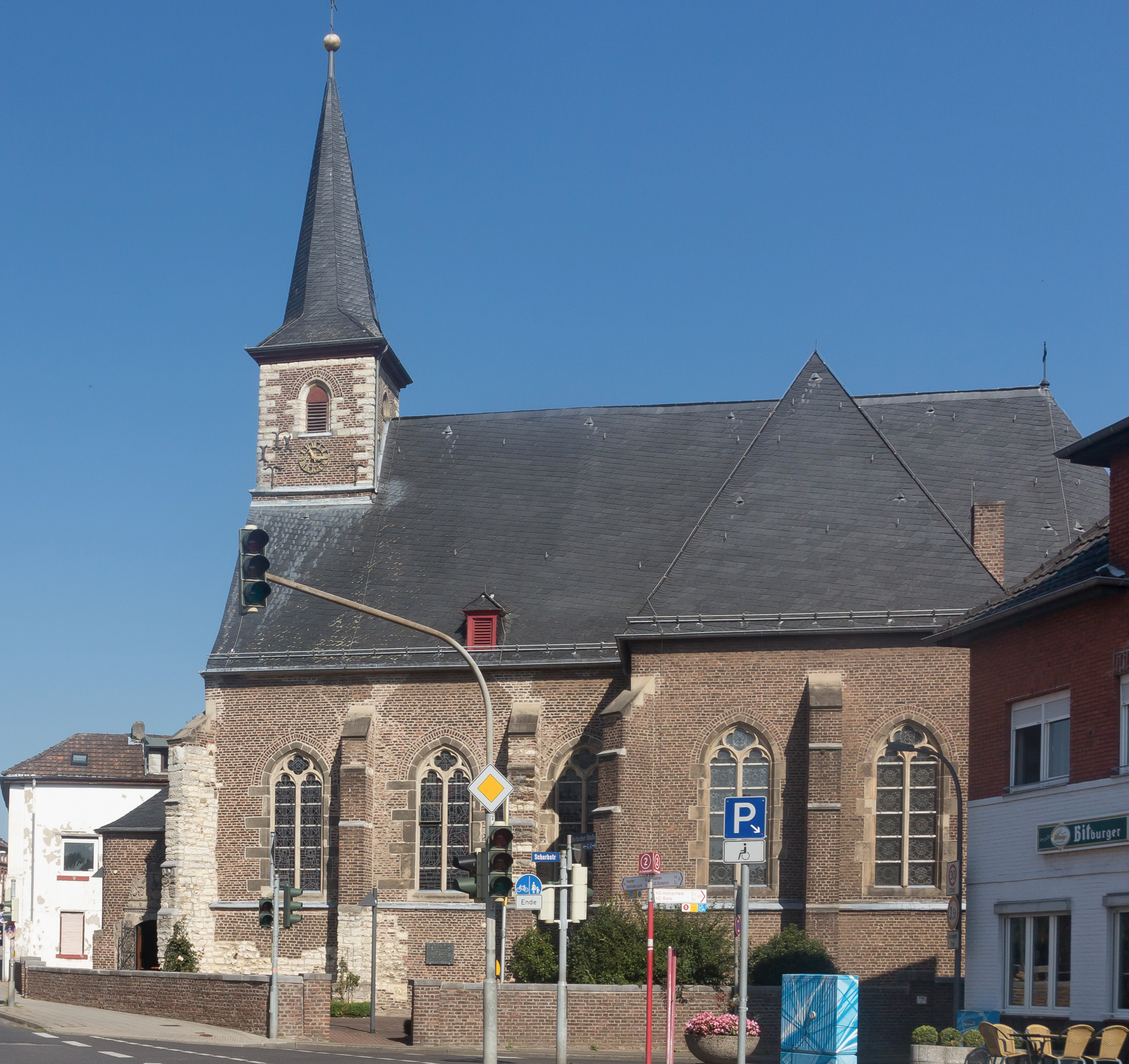
Sint-Henricuskerk
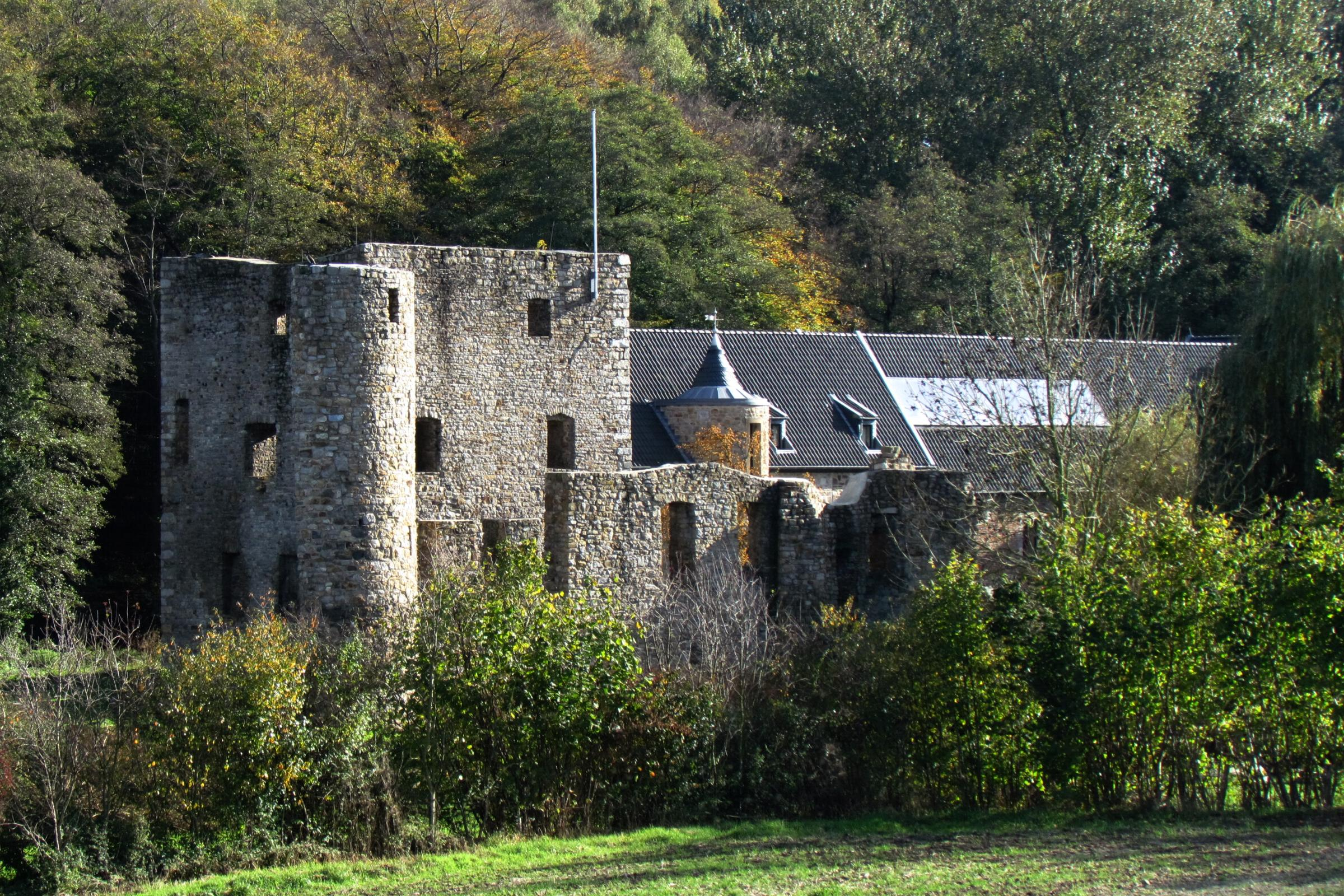
Haus Heyden
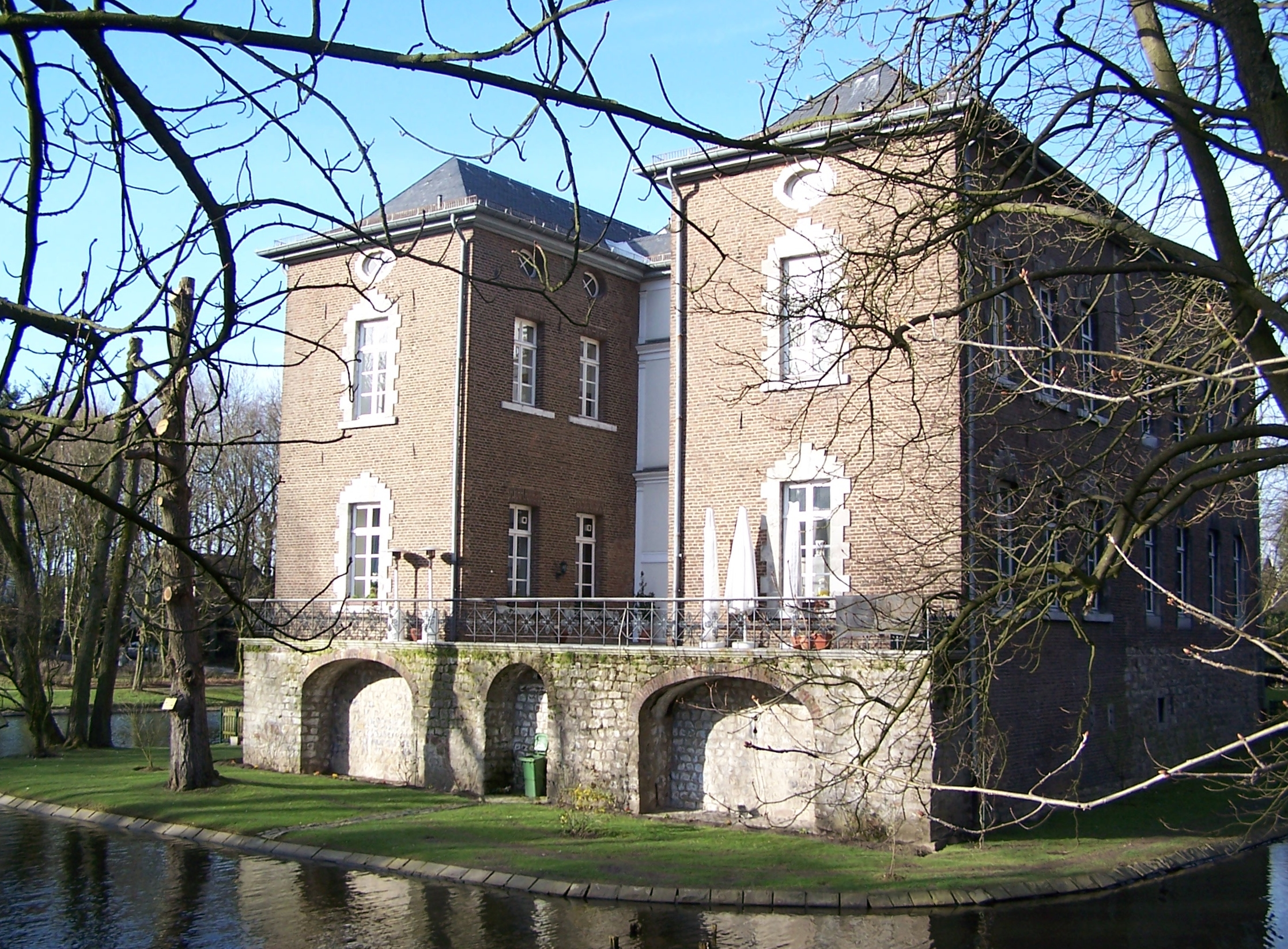
Kasteel Schönau
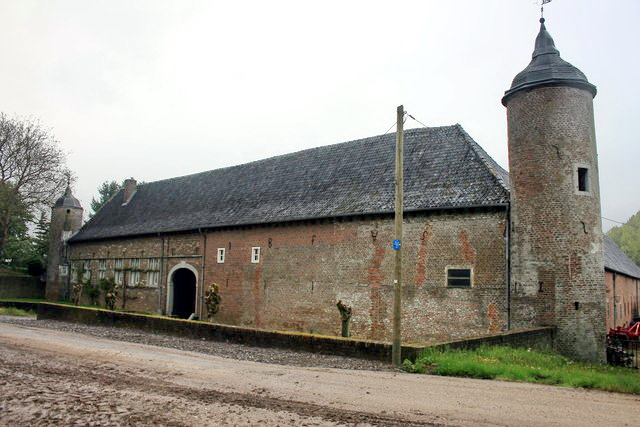
Haus Ober-Frohnrath
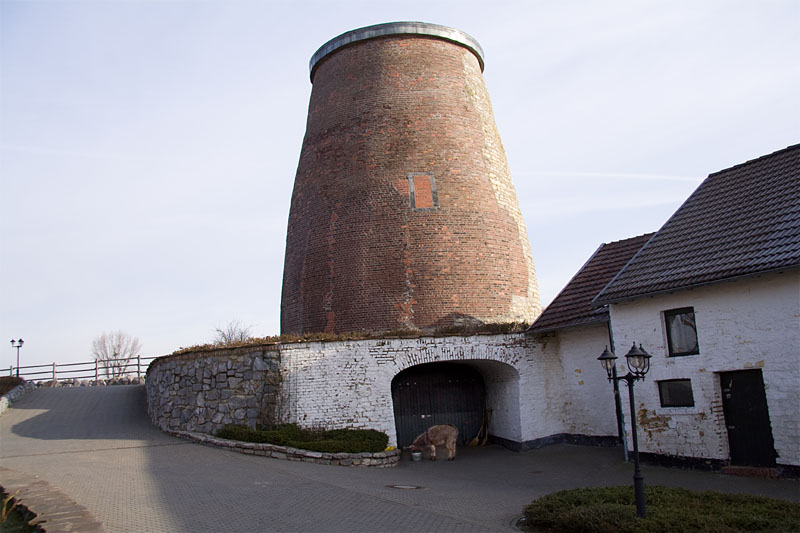
Vetschauer Mühle